# Jarosław Paszkowski
Jarosław Paszkowski – polski dziennikarz radiowy i menadżer mediów, w latach 2015–2017 redaktor naczelny i dyrektor Radia Zet.

## Życiorys
Pierwsze kroki stawiał w Studenckim Studiu Radiowym Radiosygnały. W latach dziewięćdziesiątych współpracował z Polskim Radiem Opole (m.in. audycje: "Radio Kontra", "Muzyka z Kontry", "Zielone Radio"), Polskim Radiem Katowice (audycje: "Moje Radio" i "Lista Metal Hammera"), a następnie współtworzył Radio O'le (jako Z-ca Redaktora Naczelnego ds. programowych) i Radio Pro Kolor.(Dyrektor programowy i zarządzający). Współpracował z Radiem Park (audycje: "Paszczak Show i "Radio Parka") i Radiem ABC jako konsultant programowy. Był prezenterem telewizji KOLOR SAT, pisał o muzyce dla Trybuny Opolskiej i Tygodnika Opolskiego, współtworzył Pismo Młodych Tfurców LAVA.
W latach 1999–2010 był dyrektorem Radia Wawa, gdzie w 2004 roku wprowadził autorski format "zawsze polska muzyka". Był pomysłodawcą oraz przewodniczącym kapituły Polskich Nagród muzycznych Złote Dzioby. Od maja 2010 związany był z grupą Eurozet. Do maja 2011 był dyrektorem programowym Antyradia, następnie został dyrektorem programowym Radia Zet, a w kwietniu 2015 został jego redaktorem naczelnym i dyrektorem zarządzającym, zastępując na tym stanowisku Rafała Olejniczaka. W maju 2017 zrezygnował z zajmowanego stanowiska i odszedł z grupy Eurozet.